# Gundlach Holding
Die Gundlach Holding GmbH ist ein 1847 gegründetes Unternehmen der Druck- und Verlagsbranche, das seinen Sitz in der ostwestfälischen Stadt Bielefeld hat.
Zur Gundlach-Gruppe gehören unter anderem der DSV Deutscher Sportverlag oder auch der Bielefelder Verlag. Der mit Abstand größte Geschäftsbereich ist die Gundlach Verpackung GmbH aus Oerlinghausen, die mit 95,8 Millionen Euro fast zwei Drittel des Konzernumsatzes erzielt.

## Geschichte
Im Jahre 1847 gründete Ernst Ludwig Gundlach (geboren 1818) eine Buchbinderei und eine Handvergolderei in Bielefeld. 1874 trat der älteste Sohn, August Gundlach, in die Buchbinderei ein und 1879 folgte der zweite Sohn Louis Gundlach. In diesem Jahre begann auch die Produktion von Verpackungen, Faltschachteln und Kartonagen. Außerdem erschien die erste Ausgabe der Deutschen Nähmaschinen-Zeitung. 1886 erschien die erste Ausgabe von Radmarkt.
1900 wurde das Unternehmen in eine Aktiengesellschaft umgewandelt. Eines der Gründungsmitglieder war Richard Kaselowsky. In diesem Jahr wurde auch der Bielefelder General-Anzeiger gegründet. Im Jahre 1905 war Gundlach die erste Firma deutschlandweit, die eine Offsetmaschine aufstellte, und 1923 begann man damit, Banknoten zu drucken. 1928 übernahm Gundlach die E.G. Krause GmbH aus Aschersleben und Hans Gundlach, der Sohn von August Gundlach, schied aus dem Vorstand aus und gründete ein Jahr später die Firma Graphia in Brackwede.
Im Jahre 1949 übernahm der Enkel Richard Kaselowsky Junior die Mehrheit an der AG und wurde Mitglied des Vorstands. 1959 wandelte er das Unternehmen in eine Kommanditgesellschaft um und wurde somit  persönlich haftender Gesellschafter. 1965 wurde das Werk in Oerlinghausen fertiggestellt und 1968 die Firma Carl Kind junior GmbH übernommen. Ein Jahr später folgte die Gebr. Klingenberg GmbH in Detmold. Im Jahre 1982 traten Ingeborg von Schubert (geborene Kaselowsky) und Bernhard von Schubert in die Geschäftsleitung ein. 1991 wurde Gebr. Klingenberg Buchkunst Leipzig GmbH gegründet. 1995 übergab Richard Kaselowsky den Beiratsvorsitz an seine Tochter Ingeborg von Schubert. 1996 wurden die E. Gundlach Verpackung + Display GmbH und die E. Gundlach Kalender GmbH verselbständigt. Im Jahre 1997 verkaufte Gundlach die Firma Carl Kind junior. 1998 wurden die E. Gundlach Verpackung GmbH und die E. Gundlach Display GmbH verselbständigt und das fertiggestellte Gundlach-Karree in Bielefeld eingeweiht. Außerdem kaufte Gundlach die Firmengruppe Schwerdtle & Schantz GmbH von der Tchibo-Gruppe. 1999 wurde die Gundlach-Calendaria AG in Brügg (Schweiz) gegründet.
2000 wurde die E. Gundlach International GmbH mit Sitz in Bielefeld gegründet und der DSV Deutscher Sportverlag aus Köln gekauft. Paul von Schubert, Sohn von Ingeborg und Bernhard von Schubert, wurde im Jahre 2001 Geschäftsführer des DSV. 2002 wurde die Kalender-Sparte, bestehend aus der E. Gundlach Kalender GmbH (Bielefeld), der E.G. Krause GmbH (Oerlinghausen) und der Gundlach Calendaria AG (Biel, Schweiz) an Lediberg S.P.A aus Bergamo in Italien verkauft. Außerdem ordnete Gundlach sich neu in die drei Geschäftsbereiche Verpackung + Display, Druck + Plakat und Verlage + Mediendienstleistungen. Aus Schwerdtle & Schantz wurde 2003 Gundlach Berlin, zudem wurde in diesem Jahr Klingenberg aus Detmold mit Beroset aus Berlin zusammengelegt. Im Jahre 2005 übernahm Paul von Schubert den Vorsitz der Geschäftsführung der Gundlach Holding von seinem Vater. 2006 wurden die beiden Unternehmen Gundlach Display GmbH und Gundlach Berlin Display + Verpackung GmbH zu Gundlach Display + Box mit den Standorten Berlin und Oerlinghausen verschmolzen.

### Aktuelle Veränderungen
Die Gundlach-Holding hat zum 30. Juni 2009 alle Geschäftsanteile an der Gebr. Klingenberg Buchkunst Leipzig GmbH an die Messedruck Leipzig GmbH verkauft. Das laufende Geschäft geht mit 55 Mitarbeitern auf den Käufer über. Das Unternehmen soll am derzeitigen Standort und in seiner Funktion weitergeführt werden.
Um den Anforderungen durch die Globalisierung gerecht zu werden, hat die Gundlach Holding ein neues Werk im Wüstenstaat Dubai gegründet. Die Firma heißt Gundlach Packaging DMCC, wobei DMCC für Dubai Multi Commodities Centre steht. Es handelt sich um ein Joint-Venture zwischen Gundlach als Mehrheitseigner von 70 Prozent und der staatlichen Unternehmensgruppe DMCC. Das Verpackungswerk soll zunächst Verpackungen und Umhüllungen von Tee produzieren und Anfang 2010 25 Mitarbeiter beschäftigen.

## Gruppenstruktur
Die folgende Tabelle liefert einen Überblick über die u. a. zur Gruppe gehörenden Unternehmen (Stand 31. Dezember 2008).
| Unternehmen                     | Standort      | Umsatz (Mio. €) | Mitarbeiter |
| ------------------------------- | ------------- | --------------- | ----------- |
| Gundlach Verpackung GmbH        | Oerlinghausen | 79,5            | 402         |
| Gundlach Display+Box GmbH       | Berlin        | 25,5            | 125         |
| Bielefelder Verlag GmbH & Co.KG | Bielefeld     | 10,7            | 76          |
| Klingenberg Berlin GmbH         | Berlin        | 10,5            | 64          |
| Gundlach Packaging DMCC         | Dubai         | ??              | 25          |
| Logo Etiketten GmbH             | Mahlberg      | 7,0             | 51          |
| DSV Deutscher Sportverlag GmbH  | Köln          | 4,5             | 20          |